# Gloria Chisum
Gloria Twine Chisum (* 1930 in Muskogee, Oklahoma, Vereinigte Staaten) ist eine amerikanische Psychologin und Hochschullehrerin. Sie ist eine experimentelle Psychologin und die erste Afroamerikanerin im Kuratorium der University of Pennsylvania. Sie entwickelte Schutzbrillen für Piloten, die unter extremen Bedingungen operieren.

## Leben und Werk
Chisum ist die Tochter des Anwalts Chauncey D. Twine und seiner Frau Nadine Davis Twine. Sie studierte an der Howard University, wo sie 1951 einen Bachelor-Abschluss in Psychologie und 1953 einen Master-Abschluss in Psychologie erlangte. Während ihres Studiums trat sie in die Sorority Alpha Kappa Alpha ein. Von 1958 bis 1968 forschte sie als Dozentin an der University of Pennsylvania und promovierte 1960 mit der Dissertation Transposition as a Function of the Number of Test Trials.
Am Naval Air Development Center arbeitete sie von 1960 bis 1965 und dann bis 1980 als Leiterin des Vision Laboratory. Anschließend leitete sie das Environmental Physiology Research Team am US Naval Air Development Center in Warminster, Pennsylvania.
Chisum war als Beraterin des US-Verteidigungsministeriums sowie für viele andere Organisationen auf der ganzen Welt tätig. In den 1970er Jahren vertrat sie die US-Regierung auf mehreren Konferenzen der Beratergruppe für Luft- und Raumfahrtforschung und -entwicklung der NATO. Mitte der 1970er Jahre entwickelte sie spezielle Schutzbrillen für Piloten von Hochleistungsflugzeugen, wodurch deren Belastung durch helles Licht und das Risiko von Bewusstlosigkeit deutlich verringert wurden.
Chisum war die erste Afroamerikanerin, die dem Kuratorium der University of Pennsylvania beitrat, und wurde nach 26 Jahren im Kuratorium zu einer von nur fünf weiblichen emeritierten Kuratorinnen gewählt. Sie ging 1990 in den Ruhestand. Sie war in vielen Organisationen aktiv und war Mitglied des Verwaltungsrats der William Penn Foundation, des Pew Charitable Trusts, der Free Library of Philadelphia, der Arthritis Foundation, des Philadelphia Orchestra, des National Constitution Center, der Fischer and Porter Co. und der Philadelphia Savings Fund Society. Sie war Vorstandsmitglied der American Psychological Association und ist emeritierte Treuhänderin und ehemalige stellvertretende Vorsitzende des Kuratoriums der University of Pennsylvania.
Neben ihren Veröffentlichungen ist sie Autorin zweier Bücher: des AN/PVS-5 Night Vision Laboratory Assessment (1975) und eines 1978 erschienenen Buches über Laser-Augenschutz für Flugpersonal.
Chisum war mit dem Arzt Melvin „Jack“ Chisum verheiratet.
Chisums Großvater William Henry Twine zog nach Muskogee County, als das Indianergebiet zur Besiedlung freigegeben wurde. Er lebte zunächst in der nach ihm benannten Stadt Twine, die er südwestlich von Muskogee gegründet hatte.

## Ehrungen (Auswahl)
- Alumni Award of Merit der Universität von Pennsylvania
- George Washington Carver Scientific Achievement Award[9]
- Black Engineer of the Year Award
- Scientific Achievement Award
- 1979: Raymond F. Longacre Award der Aerospace Medical Association
- 1984: Aufnahme in die Oklahoma Hall of Fame[10]
- 1994: Judge William H. Hastie Award[11]
- 2018: Women One Award[12][13]
- 2024: Honoring and recognizing for her civic leadership and service to the City of Philadelphia[14]
- der Gloria Twine Chisum Award wird ihr zu Ehren vergeben[15]

## Veröffentlichungen (Auswahl)
- Laser eye protection for flight personnel, Volume I. Warminster, PA: Naval Air Development Center, 1978.
- mit P. E. Morway: Laboratory assessment of the AN/PVS-5-night vision goggle. Aviation, Space, and Environmental Medicine, 46(11), 1975, S. 1390–1394.